# Gonzalo Aemilius

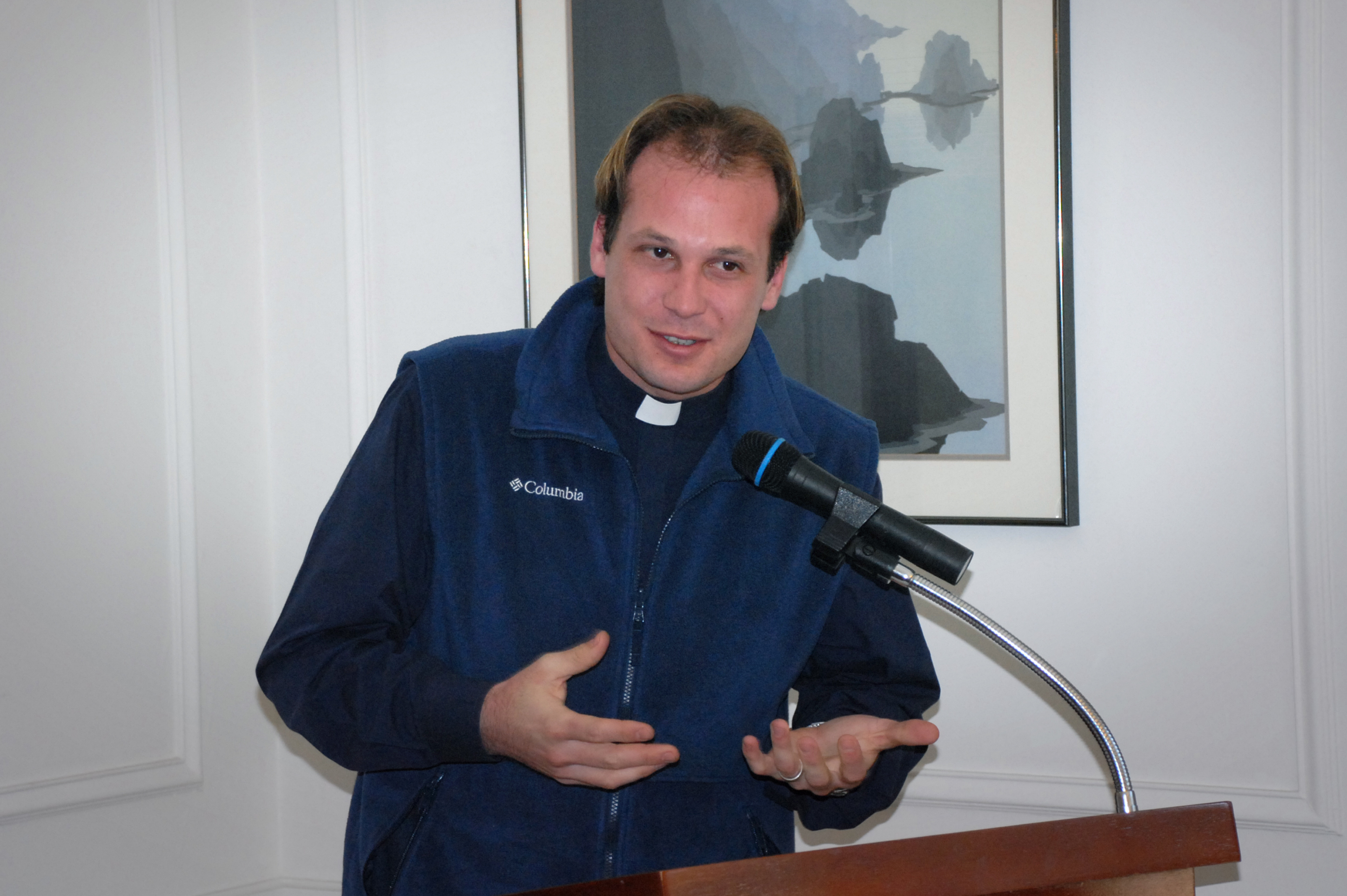
Padre Gonzalo Aemilius nel 2009.

Gonzalo Aemilius (Montevideo, 18 settembre 1979) è un presbitero e teologo uruguaiano, dal 26 gennaio  2020 al 6 agosto 2023 segretario particolare di papa Francesco.

## Biografia
Nato a Montevideo, da una famiglia di classe media, non praticante e con nonne di origine ebraica.
Dopo che raggiunse la maggior età, scoprì la sua vocazione religiosa dopo essere rimasto colpito dalla gioia di alcuni sacerdoti che aiutavano dei bambini di strada, rischiando di essere minacciati di morte. Da quell'episodio decise che avrebbe dedicato la sua vita ai bambini poveri e abbandonati del suo paese.
Inizia a frequentare il seminario della Compagnia di Gesù e il 6 maggio 2006 viene ordinato presbitero dall'arcivescovo Nicolás Cotugno Fanizzi, incardinandosi nell'arcidiocesi di Montevideo.
Nel 2007 ha iniziato a lavorare per la Congregazione per i vescovi. Nel 2020 papa Francesco lo sceglie come suo segretario particolare, ruolo mantenuto fino al 2023.